# ميكال ياكوشين
ميكال ياكوشين، من مواليد 10 نوفمبر 1910 في موسكو في روسيا، وتوفي في 3 فبراير 1997، لاعب كرة قدم سوفيتي سابق، ومدرب كرة قدم سوفيت سابق.
درب منتخب الاتحاد السوفيتي لكرة القدم في عام 1959، وبعدها دربهم بين عامي 1967 و1968.